# Negentiende-eeuwse schil (Dordrecht)
De negentiende-eeuwse schil vormt de eerste uitbreiding van Dordrecht buiten zijn (verdwenen) stadsmuren en loopt als een halve maan rond het oude centrum. Het gebied wordt in zijn geheel doorsneden door de Singel. Langs grote delen van deze Singel staan kapitale villa's en herenhuizen. In de schil ligt ook Park Merwestein, voormalig landgoed rond Villa Merwestein. Het gebied wordt op zijn beurt weer begrensd door het spoor naar Rotterdam, Burgemeester De Raadtsingel, Toulonselaan en Oranjelaan.

## Kerkgebouwen
In het relatief kleine gebied bevinden zich 6 kerk(gebouw)en.
- Wilhelminakerk, Blekersdijk
- Baptisten Kerk, Vrieseweg
- Remonstrantse Kerk, Cornelis de Wittstraat
- Sint Anthoniuskerk, Burgemeester De Raadtsingel
- Chr. Gereformeerde Kerk, Singel/Dubbeldamseweg
- Nieuw-Apostolische Kerk, Dubbeldamseweg

## Monumentale gebouwen
In de 19e-eeuwse schil bevinden zich verder een aantal belangrijke gebouwen, monumenten en pleinen, waaronder:
- Rozenhof
- De Holland
- Beverwijcksplein
- Vrieseplein
- Station Dordrecht
- Het Tomadohuis
- Stadskantoor
- Winkelcentrum Maasplaza
- Dagblad De Dordtenaar
- Brandweerkazerne
- Schouwburg Kunstmin
- Park Merwestein
- Villa Augustus (voormalig watertorenterrein, nu hotel/restaurant)

Eiland van Dordrecht

Wijken en buurten: Binnenstad (Negentiende-eeuwse Schil) ·
Noordflank (Bleyenhoek · Lijnbaan e.o.) ·
Het Reeland (Transvaalbuurt · Land van Valk · Indische buurt · Vogelbuurt · Wantijbuurt) ·
De Staart (Staart-West · Staart-Oost) ·
Oud-Krispijn (Van Gogh-buurt) ·
Nieuw-Krispijn ·
Stadspolders (Vissershoek · Oudelandshoek) ·
Wielwijk ·
Crabbehof (Zuidhoven) ·
Sterrenburg (Sterrenburg I, II, III) ·
Dubbeldam (Oud-Dubbeldam · Dubbeldam-Noord · Dubbeldam-Zuid · 't Vissertje · Klein Dubbeldam · De Hoven)

Industrie: Amstelwijck · Krabbepolder · Louterbloemen · Zeehavenlaan · Industriegebied De Staart

Buitengebied: Kop van 't Land · Tweede Tol · Wieldrecht · Willemsdorp

Verdwenen plaatsen: De Mijl · Groote of Hollandsche Waard